# Volksvergadering

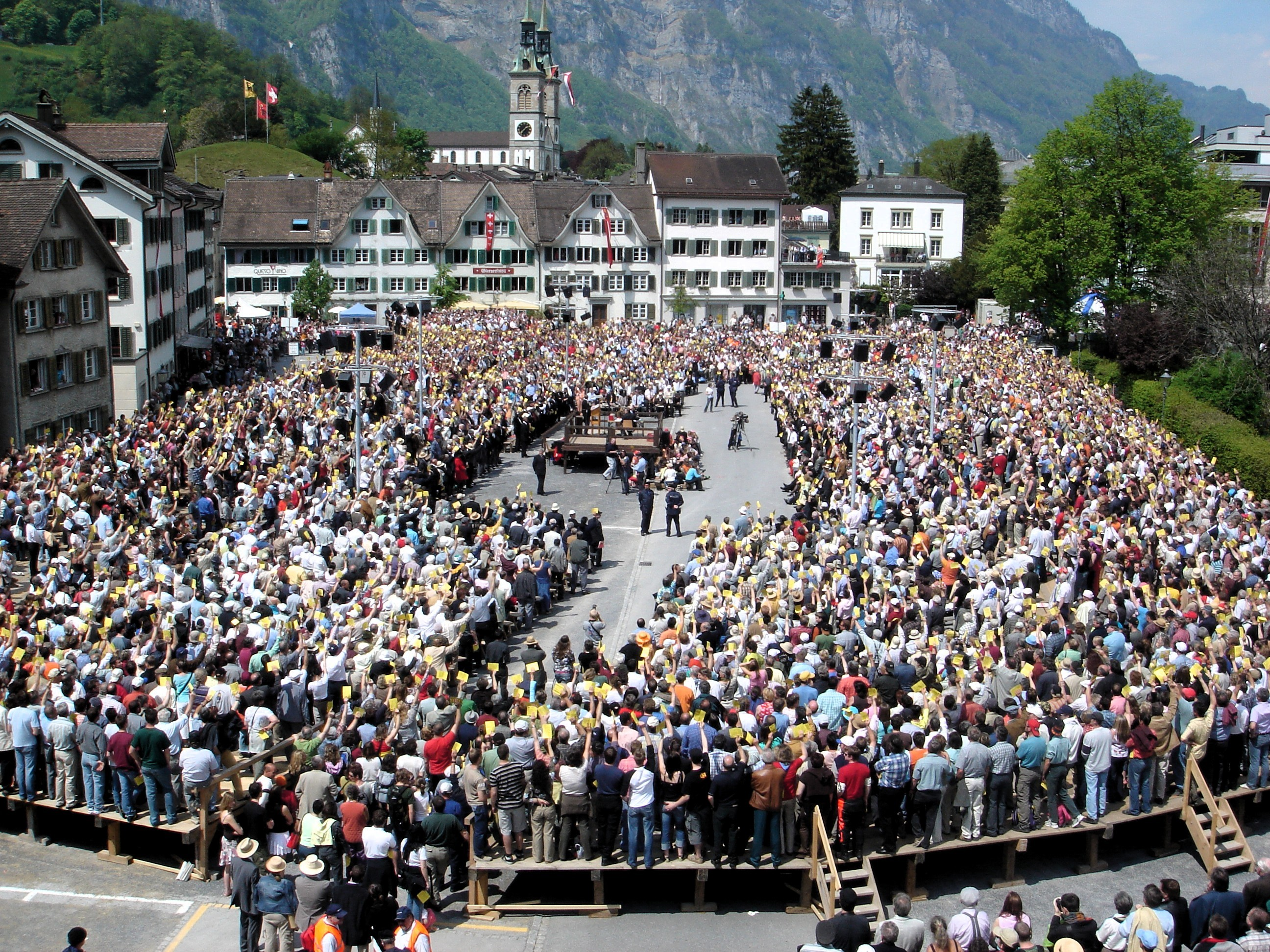
Volksvergadering in Zwitserland in 2006.

De Volksvergadering is een vorm van directe democratie waarbij de burgers van wijken, gemeenten en provincies regelmatig bijeenkomen om over wetsvoorstellen te beraadslagen en te stemmen. 
Vanaf het eind van de 5e eeuw v.Chr. ontwikkelde deze volksvergadering-democratie zich in het klassieke Athene. Alle volwassen mannen (vrouwen, slaven en vreemdelingen hadden geen burgerrechten) van de polis konden deelnemen aan de Ekklèsia, die gemiddeld  eenmaal in de 10 dagen op de Pnyx bijeen kwam.
In Nieuw Engeland kende men vanaf de 17e eeuw eenzelfde stelsel, de zogenaamde Town-meetings. Thomas Jefferson, een der founding fathers heeft het in de nadagen van zijn carrière betreurd dat de Amerikaanse grondwet geen bestuurlijk gewicht toekende aan de wijken.(wards)
Tijdens de Franse Revolutie, waren het de Parijse sansculotten die spontaan in de 48 stadswijken (sections) volksraden (assemblées generales) instelden. Na korte tijd werden deze echter onder invloed van de centralistische jakobijnen, die de uitvoerende macht hadden, ongedaan gemaakt.
De spontane opkomst van Raden (sovjets) tijdens de Russische Revolutie, in Duitsland (München 1918/19) en in de Hongaarse opstand van 1956 kunnen ook als experimenten met  Volksvergaderingen beschouwd worden.
In Zwitserland regeren vele gemeenten en twee kantons (provincies) zichzelf nog altijd via Volksvergaderingen, de Landsgemeinden.
In de Braziliaanse stad Porto Alegre (1.3 milj. inwoners) worden sinds 15 jaar wijkvergaderingen gehouden waarop de burgers een deel van het gemeentebudget verdelen (participatieve budget).
In Zweden wordt ieder jaar in week 27 een volksvergadering gehouden, genaamd Almedalsweckan. Hier komen alle partijen bij elkaar en geven toespraken, debatteren met burgers en organiseren andere evenementen om hun politieke ideeën uit te dragen. Ook in Denemarken kent men zo een volksvergadering, Folkemødet geheten.
Ook een ding was een volksvergadering.